# Jeseniška mošeja
Džamija na Jesenicah (bosansko Mesdžid Jesenice) je sunitska mošeja na Jesenicah v Občini Jesenice v Sloveniji. Stoji na Ulici Viktorja Kejžarja 19. Je središče Džemata Jesenice.
Med priseljenci v migrantskem valu iz drugih jugoslovanskih republik, ki so jih v šestdesetih in sedemdesetih letih 20. stoletja na Jesenice privabila dela v jeklarski industriji, je bilo veliko muslimanov. Po popisu prebivalstva leta 2002 je bilo na Jesenicah 18 % prebivalcev muslimanske veroizpovedi, kar je največji delež muslimanov med posameznimi občinami v Sloveniji.
Prvi islamski obred v Sloveniji je potekal leta 1969, ko so v začasni dvorani na železniški postaji praznovali mavlid. Sedanja mošeja je bila kupljena leta 1988, prvi upravni odbor pa je bil ustanovljen oktobra 1989. Stavba je bila nazadnje prenovljena leta 1992, ko so ji dodali tudi 80 cm visok minaret.
Džemat Jesenice pokriva območje Jesenic, Bleda, Radovljice, Žirovnice, Kranjske Gore, Bohinjske Bistrice in Lesc in združuje več kot 5000 muslimanov, ki večinoma prihajajo iz Zahodne Bosne, Severne Makedonije in s Kosova.
V kompleksu so tudi knjižnica, učilnica, vodnjak za umivanje ter imamove pisarne in prostori.